# La Pineda (Terrassa)
La Pineda és una masia situada al municipi de Terrassa a la comarca catalana del Vallès Occidental. Es troba a tocar del torrent de la Font de la Teula, i als peus de la carena de la Pineda.